# ان‌ئی‌تی
ان‌ئی‌تی (به پرتغالی: NET) یا نت سرویسوس دو کومونیکاساو (به پرتغالی: Net Serviços de Comunicação) شرکت مخابراتی برزیلی است، که با در اختیار داشتن بیش از ۵٫۴ میلیون مشترک، به‌عنوان بزرگترین اپراتور تلویزیون کابلی در آمریکای لاتین شناخته می‌شود. این شرکت همچنین ارائه‌دهنده خدمات اینترنت در سرتاسر برزیل می‌باشد. 
شرکت ان‌ئی‌تی در سال ۱۹۹۱ توسط روزنامه‌نگار برزیلی روبرتو مارینهو، به‌عنوان زیرمجموعه‌ای از شبکه رده گلوبو تأسیس گردید و در سال ۲۰۰۵ توسط شرکت مکزیکی تلمکس خریداری شد.
دفتر مرکزی این شرکت در شهر سائوپائولو، برزیل قرار دارد و سهام آن در بازار بورس مادرید، بورس نزدک و بورس سائوپائولو مبادله می‌شود.